# 奧托·馮·貝洛
奧托·恩斯特·芬岑特·里歐·馮·貝洛（德語：Otto Ernst Vinzent Leo von Below，1857年1月18日—1944年3月15日）是一位德意志帝國與普魯士王國的陸軍將領。以一戰中1917年的卡波雷托戰役大勝義大利陸軍聞名。

## 生平
貝洛出生於但澤，出身比洛家族（Bülow），與另一位德國陸軍將領弗里茨·威廉·特奧多爾·卡爾·馮·貝洛（Fritz Wilhelm Theodor Carl von Below）是堂兄弟。1909年升為少將，1912年晉升中將。1914年8月1日擔任第1後備軍司令，在東普魯士贡宾嫩（今俄罗斯古謝夫）戰鬥後，貝洛於同月30日晉升步兵上將。接著貝洛指揮了馬祖里湖區的戰鬥，11月轉任第8軍團司令、隔年5月出任第1軍團司令、1916年10月指揮「貝洛集團軍」、1917年4月指揮第6軍團、1917年9月指揮第14軍團、從1918年2月指揮第17軍團，1918年10月再擔任第1軍團司令。停戰後的1918年12月開始擔任第17集团军司令官及自由軍團的西部國土防衛軍司令官。
貝洛一生指揮最為成功的戰鬥是1917年的由奧匈帝國9個師和德軍6個師所組成的第14軍團在卡波雷托戰役（或被稱作「第十二次伊松佐河之役」）的表現，由呂吉·卡多爾納指揮的義大利軍有30萬人死傷、其中27萬人被俘，擁有的重砲半數損失，受到毀滅性打擊。義大利軍只得被迫撤退到皮亞福河等待協約軍的增援。
貝洛於1919年退伍，於1944年在但澤逝世。